# Zwarte galgspin
Zwarte galgspin (Lasaeola tristis) is een spinnensoort in de taxonomische indeling van de kogelspinnen (Theridiidae).
Het dier behoort tot het geslacht Lasaeola. De wetenschappelijke naam van de soort werd voor het eerst geldig gepubliceerd in 1833 door Carl Wilhelm Hahn.